# Фунікулер Алексотас

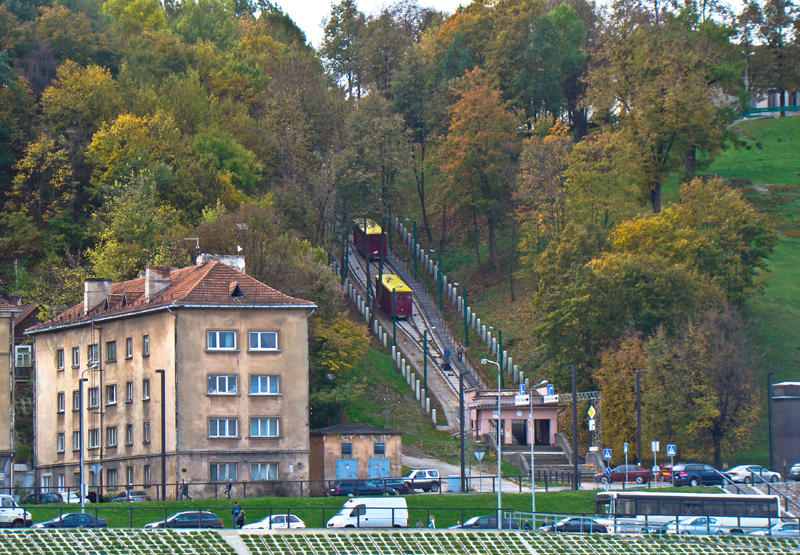
Фунікулер Алексотас

Фунікулер Алексотас, фунікулер Алексотас (лит. Aleksoto funikulierius) — фунікулер розташований в старостві Алексотас, Каунас, Литва. Фунікулер, побудований на правому березі річки Німан був офіційно відкритий 6 грудня 1935 Маршрут фунікулера Алексотас весь час залишається незмінним. Має одну колію з роз'їздом посередині. Довжина колії становить 142 метри, похил - 29,5 градусів. Автентичне тягове обладнання, у тому числі справжні довоєнні вагони, дерев'яні сидіння, і зупинні платформи фунікулера досі використовуються
Фунікулер піднімається від кінця мосту Вітовта Великого на пагорб, звідки відкривається файний краєвид на Старе місто Каунас.

## Галерея

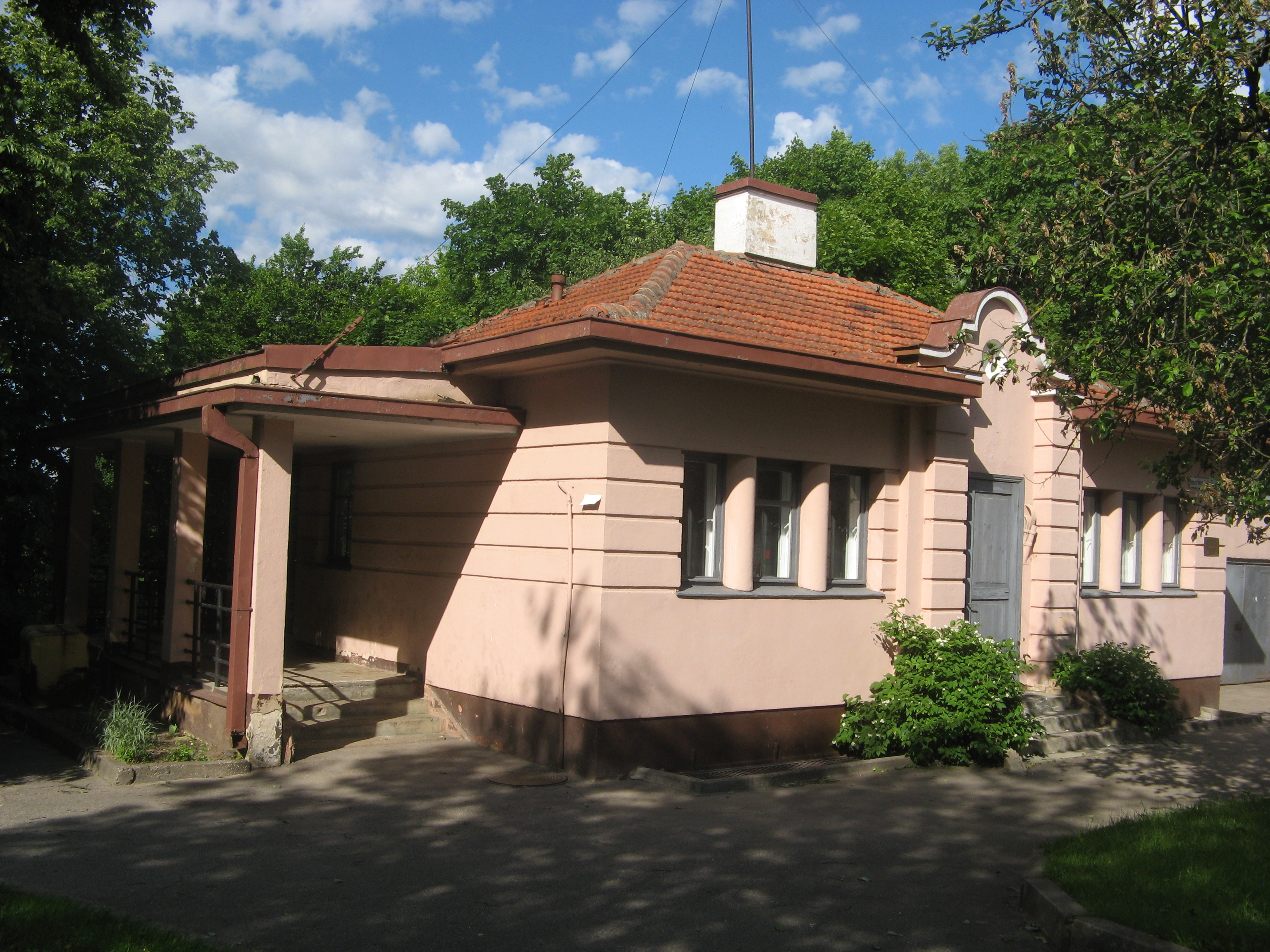
Верхня станція фунікулеру
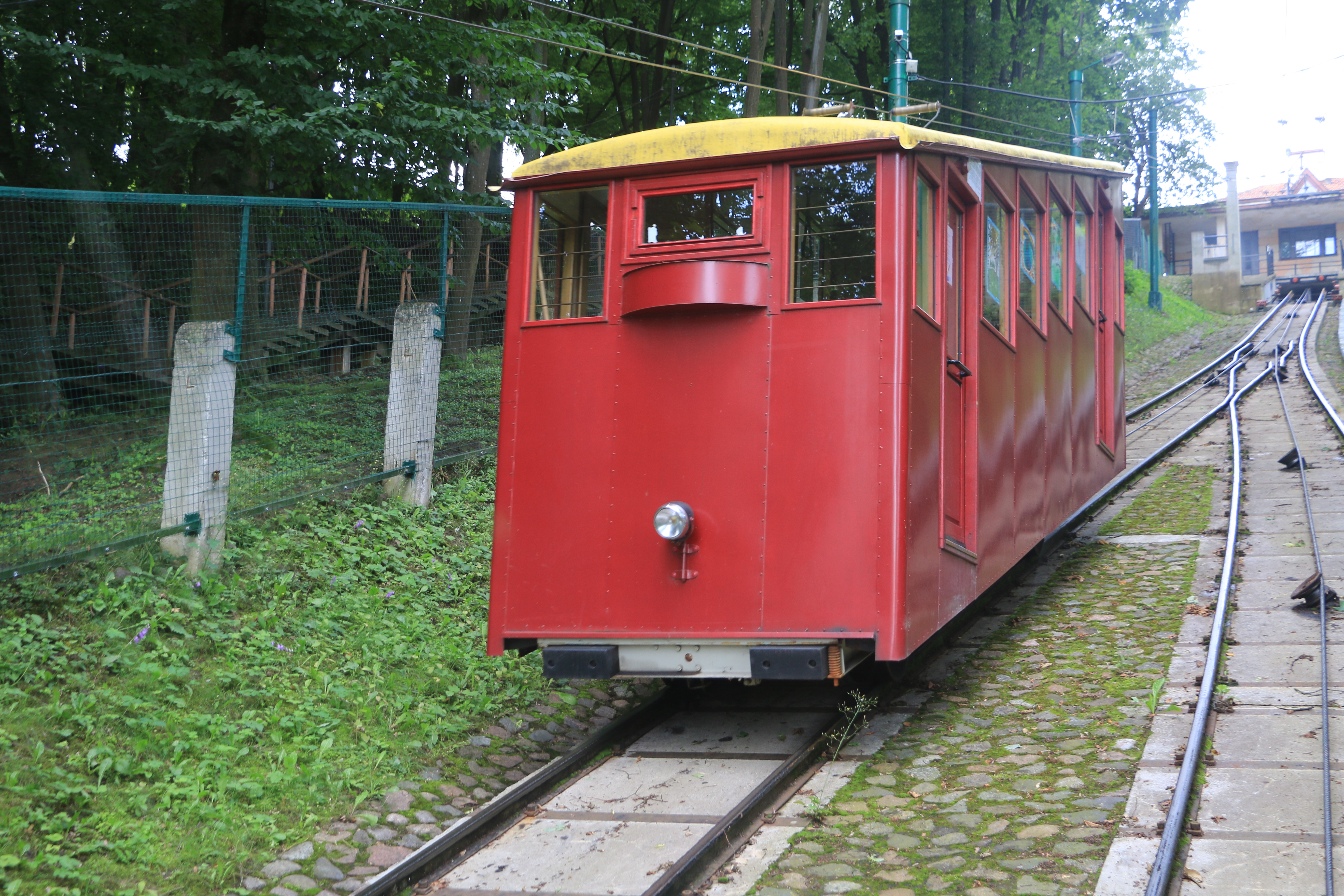
Один з вагонів

## Дивись також
- Фунікулер Жалякальніс